# 화신백화점
화신백화점(和信百貨店)은 1931년 박흥식이 설립한 지상 5층의 백화점으로 서울특별시 종로구 공평동 현재 종로타워 자리에 있었다. 일제강점기 조선 경성부의 제5대 백화점 중 하나로, 그 중 유일한 조선인 운영 백화점이었다.

## 역사

### 화신상회와 박흥식의 인수
1908년 11월 김연학의 자본과 신태화의 기술을 기반으로 신행상회(信行商會)라는 이름의 금은상점이 남대문통 2정목에 설립되었다. 1915년 김연학의 아들 김석규가 대를 이었으며 7월에는 종로 지점을 설치한다. 1918년 3월에는 동업을 그만두고 본점은 김석규가, 종로점은 신태화가 운영한다. 신태화는 처음에는 광신상회(廣信商會)라 명명하였으나 곧 본인의 이름에서 '화(和)'를, 신행상회에서 '신(信)'을 따와 화신상회(和信商會)로 이름을 바꾸었다.:58-61
신태화는 무리한 사업 확장과 1929년 대공황으로 인해 박흥식에게 진 채무를 갚지 못하고, 1931년 9월 15일 경영권을 인계한다. 박흥식은 신태화에서 상회를 주식회사로 전환할 것을 제안하고, 회장직에 신태화를 앉힌 뒤 본인은 사장으로 취임하여 경영 실권을 갖게된다. 1932년에는 동아백화점을 인수 합병, 1934년에는 상호명을 화신상회에서 ㈜화신으로 변경하고, 신태화를 퇴임시킨다.:58-75

### 화신백화점
1932년 5월 10일 박흥식은 종로2정목 3번지에 면적 약 500평, 종업원 153명 규모의 콘크리트 3층 건물을 완공하여 '화신백화점'을 출범시켰다. 당시 화신백화점은 조선인 중심의 번화가인 북촌의 대표 상업시설로서, 기존의 상점과는 달리 층별로 상품을 구분하고 한 층에 여러 매장을 입주시키는 백화점으로서의 구성 방식을 새로 선보였다. 또 1933년 4월에는 조선요리부를 신설하여 경성 내 백화점으로는 처음으로 신선로, 전골, 비빔밥 등의 조선요리를 고객들에게 판매하였는데, '조선런치'라는 이름의 점심시간 한정 백반 메뉴가 인기를 끌었다.
1935년 1월 27일에 화신백화점 서관에서 화재가 나 서관이 전소, 동관이 반소되는 피해를 입는다. 박흥식은 명월관에서 총독 우가키 가즈시게를 만나 백화점의 전소는 안일한 소방시스템으로 인한 것이므로 정부와 총독의 책임을 주장하고, 화재 발생 일주일 뒤 동관 수습 후 결국 전 종로경찰서 건물을 빌려 임시 개점한다.:76
이후 박길룡과 이천승의 설계로 1937년 11월에 지하 1층, 지상 6층의 현대식 백화점 건물로 재건되었다. 재건된 건물은 당시 경성에서 가장 높은 건물이었으며, 내부에는 엘리베이터 4대와 에스컬레이터 2대가 설치되고 옥상에 일루미네이션이 설치되었는데, 쇼핑이 아니더라도 엘레베이터와 에스컬레이터를 이용하기 위해 사람들이 방문했다.
1937년 중일전쟁, 1941년 태평양전쟁에 따라 일제는 전시총동원체계에 돌입한다. 백화점에서는 전쟁을 홍보하는 전람회가 열렸고, 일루미네이션은 일제를 선전하는 도구로 이용되었다. 화신무역회사는 1944년 총독부의 지원으로 조선비행기공업주식회사를 설립한다.:172-175

### 광복 이후
1945년 광복 이후 대한민국이 성립된 후에도 화신백화점은 계속 영업을 지속하였다. 직후에는 화신백화점 노동자들이 박흥식 타도 및 경영권을 자치위원회로 넘길 것을 주장했으나, 미군정에 의해 좌절된다.
박흥식은 친일반민족행위자로 체포된다. 6.25 전쟁 발발 후에는 인민군 치하에서 국영백화점으로 운영되다가 서울 수복 전투에서 화재가 일어나 영업하지 못한다. 해방 후 화신은 1955년에는 맞은편에 신신백화점을 건립하고, 1956년에는 전체 수리를 마친 뒤 재개장한다.
1962년 종로2정목 3~4번지의 소유주인 한학수는 자기 소유의 건물을 종로백화점이라는 이름으로 직접 운영하기로 결정함에 따라 화신백화점은 2개로 나뉜다. 1967년에는 종로백화점이 ㈜신생에 인수되어 신생백화점으로 상호명을 바꾼다. 하지만 시간이 흐르며 무리한 사업 확장과 경영 악화, 그리고 이후 개점한 신세계백화점과 롯데백화점, 미도파백화점 등에 밀려 경영난을 이기지 못하고 화신은 1980년 부도, 건물의 소유주는 계속 바뀐다. 결국 백화점은 1987년 2월 문을 닫았고 3월 14일 철거가 시작된다. 후에 삼성그룹 회장 이건희가 화신백화점의 토지를 매수하여, 1999년 종로타워(밀레니엄타워)를 완공하였다. 이후, 종로타워는 2016년에 매각이 결정되어, 같은해 3월 이지스자산운용에 정식으로 매각되었다.

## 같이 보기
- 박길룡
- 미나카이 백화점
- 쵸우지야 백화점
- 미쓰코시
- 히라타 백화점